# Josipovac
Josipovac är en ort i Kroatien.   Den ligger i länet Baranja, i den östra delen av landet, 200 km öster om huvudstaden Zagreb. Josipovac ligger 87 meter över havet och antalet invånare är 4 416.
Terrängen runt Josipovac är mycket platt. Runt Josipovac är det ganska glesbefolkat, med 38 invånare per kvadratkilometer. Närmaste större samhälle är Osijek, 9,4 km öster om Josipovac. Runt Josipovac är det i huvudsak tätbebyggt.